# Термическая обработка металлов

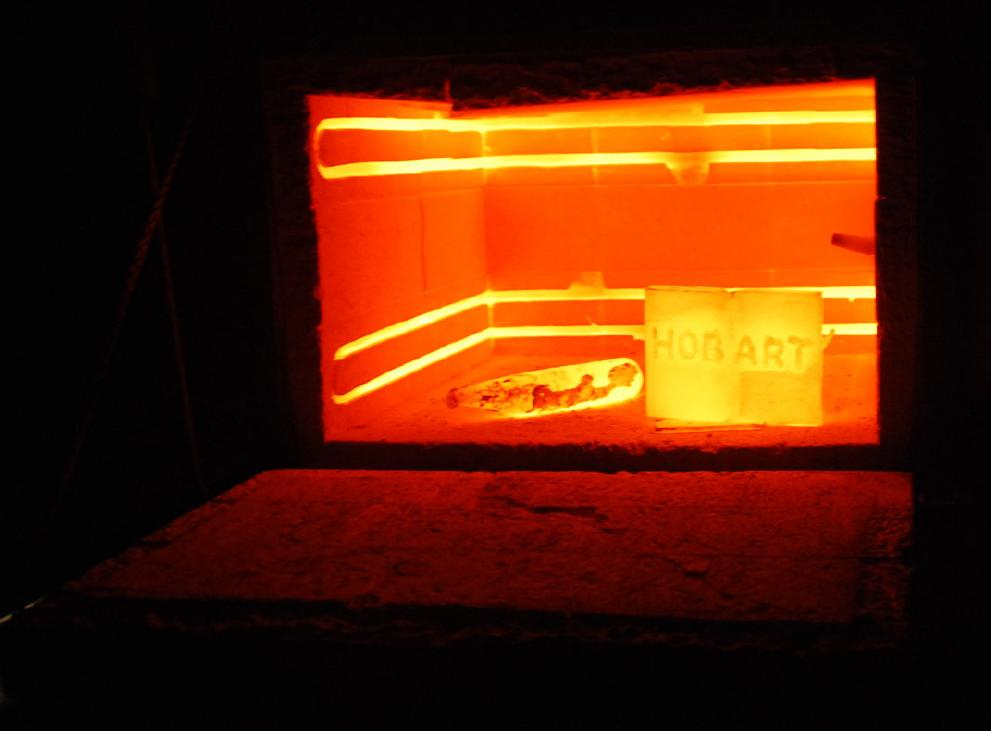
Металл в термопечи

Термической (или тепловой) обработкой называется совокупность операций нагрева, выдержки и охлаждения твёрдых металлических сплавов с целью получения заданных свойств за счёт изменения внутреннего строения и структуры. Тепловая обработка используется либо в качестве промежуточной операции для улучшения обрабатываемости давлением, резанием, либо как окончательная операция технологического процесса, обеспечивающая заданный уровень свойств изделия.
Общая длительность нагрева металла при тепловой обработке складывается из времени собственного нагрева до заданной температуры и времени выдержки при этой температуре. Время нагрева зависит от типа печи, размеров изделий, их укладки в печи; время выдержки зависит от скорости протекания фазовых превращений.
Нагрев может сопровождаться взаимодействием поверхности металла с газовой средой и приводить к обезуглероживанию поверхностного слоя и образованию окалины. Обезуглероживание приводит к тому, что поверхность изделий становится менее прочной и теряет твёрдость.
При нагреве и охлаждении стали происходят фазовые превращения, которые характеризуются температурными критическими точками. Принято обозначать критические точки стали буквой А. Критические точки А1 лежат на линии PSK (727 °С) диаграммы железо-углерод и соответствуют превращению перлита в аустенит. Критические точки А2 находятся на линии МО (768 °С), характеризующей магнитное превращение феррита. A3 соответствует линиям GS и SE, на которых соответственно завершается превращение феррита и цементита в аустенит при нагреве.

## Виды термической обработки
Среди основных видов термической обработки следует отметить:
- Отжиг
  - Отжиг 1 рода (гомогенизация, рекристаллизация, снятие напряжений). Целью является получение равновесной структуры. Такой отжиг не связан с превращениями в твердом состоянии (если они и происходят, то это — побочное явление).
  - Отжиг 2 рода связан с превращениями в твердом состоянии. К отжигу 2 рода относятся: полный отжиг, неполный отжиг, нормализация, изотермический отжиг, патентирование, сфероидизирующий отжиг.
- Закалку

Нагревают и выдерживают после проводят с повышенной скоростью охлаждения с целью получения неравновесных структур. Критическая скорость охлаждения, необходимая для закалки, зависит от химического состава сплава. Закалка может сопровождаться полиморфным превращением, при этом из исходной высокотемпературной фазы образуется новая неравновесная фаза (например, превращение аустенита в мартенсит при закалке стали). Существует также закалка без полиморфного превращения, в процессе которой фиксируется высокотемпературная метастабильная фаза (например, при закалке бериллиевой бронзы происходит фиксация альфа фазы, пересыщенной бериллием).
- Отпуск необходим для снятия внутренних напряжений, а также для придания материалу требуемого комплекса механических и эксплуатационных свойств. В большинстве случаев материал становится более пластичным при некотором уменьшении прочности.
- Нормализация. Изделие нагревают до аустенитного состояния (на 30…50 градусов выше АС3) и охлаждают на спокойном воздухе.
- Дисперсионное твердение (старение). После проведения закалки (без полиморфного превращения) проводится нагрев на более низкую температуру с целью выделения частиц упрочняющей фазы. Иногда проводится ступенчатое старение при нескольких температурах с целью выделения нескольких видов упрочняющих частиц.
- Криогенная обработка — это упрочняющая термическая обработка металлопродукции при криогенных, сверхнизких температурах (ниже минус 153°С).

Ранее для обозначения этого процесса использовалась иная терминология — «обработка холодом», «термическая обработка стали при температурах ниже нуля», но они не совсем точно отражали суть процесса криогенной обработки.
Суть криогенной обработки заключается в следующем: детали и механизмы помещаются в криогенный процессор, где они медленно охлаждаются и после выдерживаются при температуре минус 196˚С в течение определенного времени. Затем обрабатываемые изделия постепенно возвращаются к комнатной температуре. Во время этого процесса в металле происходят структурные изменения. Они существенно повышают износостойкость, циклическую прочность, коррозионную и эрозионную стойкость.
Эта технология позволяет повысить ресурс инструментов, деталей и механизмов до 300 % за счет улучшения механических характеристик материала в результате обработки сверхнизкими температурами.
Наибольшего эффекта удается достичь при обработке таких металлических изделий, как специальный режущий, штамповый, прессовый, прокатный, мелющий инструмент, подшипники, ответственные пружины. 
Основные свойства металла, приобретенные в ходе глубокого охлаждения, сохраняются в течение всего срока их службы, поэтому повторной обработки не требуется.
Криогенная технология не заменяет существующие методы термического упрочнения, а позволяет придать материалу, обработанному холодом, новые свойства, которые обеспечивают максимальное использование ресурса материала, заданного металлургами.
Использование инструмента, обработанного сверхнизкими температурами, позволяет предприятиям значительно сократить расходы за счет:
- увеличения износостойкости инструмента, деталей и механизмов
- снижения количества брака
- сокращения затрат на ремонт и замену технологического оснащения и инструмента.

Теоретическая разработка и практическое освоение процесса криогенной обработки считается достижением советской науки. Работы таких учёных, как Г. В. Курдюмова, исследования А. П. Гуляева, В. Г. Воробьева и других связаны с обработкой холодом для улучшения качественных характеристик закаленной стали.
Спустя несколько лет после публикации исследований советских учёных появились первые аналогичные работы в иностранной печати, авторы которых ссылались на советские работы как первоисточник.
Именно работы советских учёных позволили полно оценить эффективность влияния обработки холодом на свойства стали и положили начало современному развитию и использования этого способа обработки.
В 1940—1950-е годы на советских промышленных предприятиях пытались внедрить криогенную обработку инструмента из быстрорежущих сталей в жидком азоте, но это не только не давало ожидаемого результата, но и приводило к снижению прочности инструмента, поскольку появлялись микротрещины из-за резкого и неравномерного охлаждения. От метода, позволяющего преобразовать остаточный аустенит в мартенсит, пришлось отказаться, в основном из-за экономической нецелесообразности — высокой стоимости азота, как основного хладагента.
В США, Японии, Германии, Южной Корее тему криогенной обработки как эффективного способа обработки конструкционных и инструментальных сталей развивали, и десятилетия исследований и опытов привели к результату — в настоящее время технология криогенной обработки успешно применяется во многих отраслях промышленности.
Металлообработка и машиностроение:
- увеличение ресурса инструмента и оборудования до 300 %
- увеличение износостойкости материалов
- увеличение циклической прочности
- увеличение коррозионной и эрозионной стойкости
- снятие остаточных напряжений

Транспорт и спецтехника:
- увеличение ресурса тормозных дисков до 250 %
- повышение эффективности работы тормозной системы
- увеличение циклической прочности пружин подвески и других упругих элементов на 125 %
- увеличение ресурса и мощности двигателя
- снижение расходов на эксплуатацию транспортных средств

Оборонная промышленность:
- увеличение эксплуатации оружия до 200 %
- уменьшение влияния нагрева оружия на результаты стрельбы
- увеличение ресурса узлов и механизмов

Добывающая и обрабатывающая промышленность:
- увеличение стойкости породоразрушающего инструмента до 200 %
- уменьшение абразивного износа машин и механизмов
- увеличение коррозийной и эрозийной стойкости оборудования
- увеличение ресурса промышленного и горнодобывающего оборудования

Аудиотехника и музыкальные инструменты:
- уменьшение искажения сигнала в проводниках
- уменьшение рассеиваемого проводниками тепла на 30-40 %
- улучшение музыкальной детальности, ясности и прозрачности звучания
- расширение диапазона звучания музыкальных инструментов

Применение криогенной обработки актуально практически для любой отрасли, где есть необходимость повышения ресурса, увеличения усталостной прочности и износостойкости, а также требуется рост производительности.

## Термообработка сварных соединений
В зависимости от поставленной задачи в одних случаях нагреву может подвергаться сам сварной шов, плюс околошовная зона (так называемая местная термообработка), в других случаях требуется нагрев всего изделия (так называемая объёмная термообработка). Нагрев может осуществляться за счет разных источников тепла.
При строительстве или ремонте трубопроводов нет возможности провести объемную термообработку всего изделия, поэтому применяется местная термообработка сварных соединений. Различные нормативные документы содержат различные требования к технологическим параметрам нагрева, а именно параметрам температура-время, ширине зоны нагрева, количеству точек контроля температуры, применяемому оборудованию и т.д.. Например, на территории РФ и стран ЕврАзЭС могут использоваться ОСТ 36-50-86, СТО 00220368-019-2017, ГОСТ 34347, ПНАЭ Г-7-008-089 или другие нормативные документы в зависимости от отрасли промышленности.
В теории материаловедения описывается большое количество различных видов термообработки металлов. При строительстве и ремонте трубопроводов на нефтехимических предприятиях самыми частыми видами термообработки являются: предварительный подогрев перед сваркой, сопутствующий подогрев при сварке, отпуск для снятия сварочных напряжений, аустенизация и т.д. Все они характеризуются различными технологическими параметрами, т. е. скорость нагрева, температура выдержки, время выдержки и скорость остывания зависят от марки стали и поставленной задачи.
Широкое применение на строительных площадках нашло оборудование для термообработки сварных швов методом диэлектрического нагрева. В данном случае нагревательные устройства состоят из сердечника, выполненного из сплава с высоким удельным электрическим сопротивлением (нихром, фехраль и т.д.), монтируемого в каркас из диэлектрических изоляторов (обычно они выполняются из алюминийоксидной керамики). Эти нагревательные устройства имеют несколько названий: ГЭН (гибкие электронагреватели), КЭН (комбинированные электронагреватели), нагревательные коврики, термопояса и т.д.
Монтаж системы нагрева осуществляется различными способами в соответствии с требованиями нормативного документа. Оборудование, которое используется для данного процесса, должно обеспечивать точный контроль заданных параметров поскольку для некоторых марок сталей единственным документом, подтверждающим проведение термообработки, является диаграмма, полученная в процессе работы.

## Примеры
Гомогенизационный отжиг + старение

Например, для суперсплавов на базе никеля (типа «Инконель 718») типичной является следующая термическая обработка:

Гомогенизация структуры и растворение включений (англ. Solution Heat Treatment) при 768—782 °C с ускоренным охлаждением. Затем производится двухступенчатое старение (англ. Precipitation Heat Treatment) — 8 часов при температуре 718 °C, медленное охлаждение в течение 2 часов до 621—649 °C и выдержка в течение 8 часов. Затем следует ускоренное охлаждение.

Закалка + высокий отпуск (улучшение)

Многие стали проходят упрочнение путём закалки — ускоренного охлаждения (на воздухе, в масле или в воде). Быстрое охлаждение приводит, как правило, к образованию неравновесной мартенситной структуры. Сталь непосредственно после закалки отличается высокой твёрдостью, остаточными напряжениями, низкой пластичностью и вязкостью. Так, сталь 40ХНМА (SAE 4340) сразу после закалки имеет твёрдость выше 50 HRC, в таком состоянии материал непригоден для дальнейшего использования из-за высокой склонности к хрупкому разрушению. Последующий отпуск — нагрев до 450 °C — 500 °C и выдержка при этой температуре приводят к уменьшению внутренних напряжений за счёт распада мартенсита закалки, уменьшения степени тетрагональности его кристаллической решётки (переход к отпущенному мартенситу). При этом твёрдость стали несколько уменьшается (до 45 — 48 HRC). Подвергаются улучшению стали с содержанием углерода 0,3 — 0,6 % C.